# K2-18 b
K2-18 b, также EPIC 201912552 b — экзопланета у красного карлика K2-18. Находится на расстоянии 124 световых лет от Солнца. Обращается вокруг материнской звезды за 33 дня и, возможно, содержит в атмосфере воду. По массе классифицируется как суперземля. Слишком низкая средняя плотность 2,4 ± 0,4 г/см³ говорит о том, что эта планета скорее всего является мининептуном. Однако, спектроскопические данные допускают, что планета может являться гикеаном.
В 2019 году два независимых научных исследования, объединив данные космических телескопов Kepler, Спитцер и Хаббл, пришли к выводу, что в атмосфере K2-18 b существует значительное количество водяного пара. У экзопланеты, находящейся в зоне обитаемости, это было обнаружено впервые.
В 2023 году планету наблюдал телескоп «Джеймс Уэбб». В её атмосфере были обнаружены молекулы метана, углекислого газа, а также признаки возможного наличия диметилсульфида, что может свидетельствовать о существовании жизни в гипотетическом океане на её поверхности. В апреле 2025 года опубликованы результаты дополнительных измерений, которые подтвердили значительное (≳10 ppmv) наличие в атмосфере диметилсульфида и/или диметилдисульфида. Оба газа в земных условиях имеют только биологическое происхождение и неизвестны иные способы их естественного образования в заметных количествах.
Хотя K2-18 b находится в зоне обитаемости и содержит углеродсодержащие молекулы, это не обязательно означает, что она пригодна для жизни. Большой размер планеты — в 2,6 раза больше Земли — означает, что планета, вероятно, имеет мантию изо «льда» высокого давления, как у Нептуна, но при этом более тонкую атмосферу, богатую водородом, и океан. Однако океан может быть слишком горячим, чтобы быть пригодным для жизни или быть жидким.

## Открытие
K2-18 b была обнаружена в 2015 году космическим телескопом Kepler, став одной из более чем 1200 экзопланет, обнаруженных во время миссии «Second Light», K2. Планета обращается вокруг красного карлика (в настоящее время известного как K2-18) спектрального класса M2,8, который находится примерно в 124 световых годах от Земли. Планета была обнаружена по периодическому ослаблению блеска звезды, вызванному прохождением перед ней планеты, если смотреть с Земли. Планета была обозначена «K2-18 b», так как это была восемнадцатая планета, обнаруженная во время миссии K2. Прогнозируемый относительно низкий контраст между планетой и её звездой-хозяином облегчит наблюдение за атмосферой K2-18 b в будущем. Спектроскопические исследования 2019 года показали наличие в атмосфере планеты паров воды. Эти наблюдения с наибольшей вероятностью соответствуют модели гелиево-водородной атмосферы с водными облаками.
В 2017 году данные космического телескопа Спитцера подтвердили, что K2-18 b находится в обитаемой зоне звезды K2-18, а период её обращения (33 дня) достаточно короткий, чтобы можно было пронаблюдать множество её орбитальных циклов и улучшить статистическую значимость сигнала. Это привело к широкому интересу к K2-18 b и продолжению наблюдений за ней.
Более поздние исследования K2-18 b с помощью высокоточного радиального искателя планет (HARPS) и поиска M-карликов с высоким разрешением Calar Alto с помощью Exoearths с ближним инфракрасным и оптическим спектрографами Echelle Spectrographs (CARMENES) указывают на возможное наличие у звезды K2-18 второй планеты, K2-18 с, с расчётной массой 5,62 ± 0,84 М⊕ и расположенной ближе к звезде (период обращения 9 суток). Но эта планета ещё не подтверждена, а наблюдения, интерпретированные как признаки её наличия, могут объясняться звёздной активностью.

## Местоположение
Координаты K2-18 в Международной небесной системе отсчёта — прямое восхождение 11ч 30м 14.518с, склонение +07° 35′ 18.257″. Эта точка лежит в созвездии Льва, но за пределами его львиной фигуры. При первом обнаружении расстояние К2-18 от Земли оценивалось в 110 световых лет (34 пк). Однако более точные данные из Gaia (проекта звёздного картирования) показали, что К2-18 находится на расстоянии 124,02 ± 0,26 световых лет (38,025 ± 0,079 пк). Это улучшенное измерение расстояния помогло уточнить свойства экзопланетной системы.

## Физические характеристики
K2-18 b обращается вокруг звезды K2-18 на расстоянии около 0,1429 а. е. (21,38 млн км), которая находится в зоне обитаемости красного карлика, 0,12-0,25 а. е. (18—37 млн км). Экзопланета имеет орбитальный период около 33 дней, который предполагает, что она всегда повёрнута к звезде одной стороной. По оценкам, равновесная температура планеты составляет около 265±5К (-8 ± 5 °C), и планета получает на 5 % больше света, чем Земля. На основе данных, полученных инструментами HARPS и CARMENES, радиус K2-18 b был оценён в 2,71 ± 0,07 R⊕, а масса — в 8,63 ± 1,35 М⊕. Исследователи установили, что средняя плотность планеты составляет 2,4 ± 0,4 г/см³. Скорее всего, она состоит в основном из воды и имеет толстую водородно-гелиевую атмосферу, что относит её к мининептунам. Согласно спектрам, полученным двумя группами исследователей, планета окружена атмосферой, состоящей в основном из водорода и гелия.
- Представление художника о звёздной системе К2-18

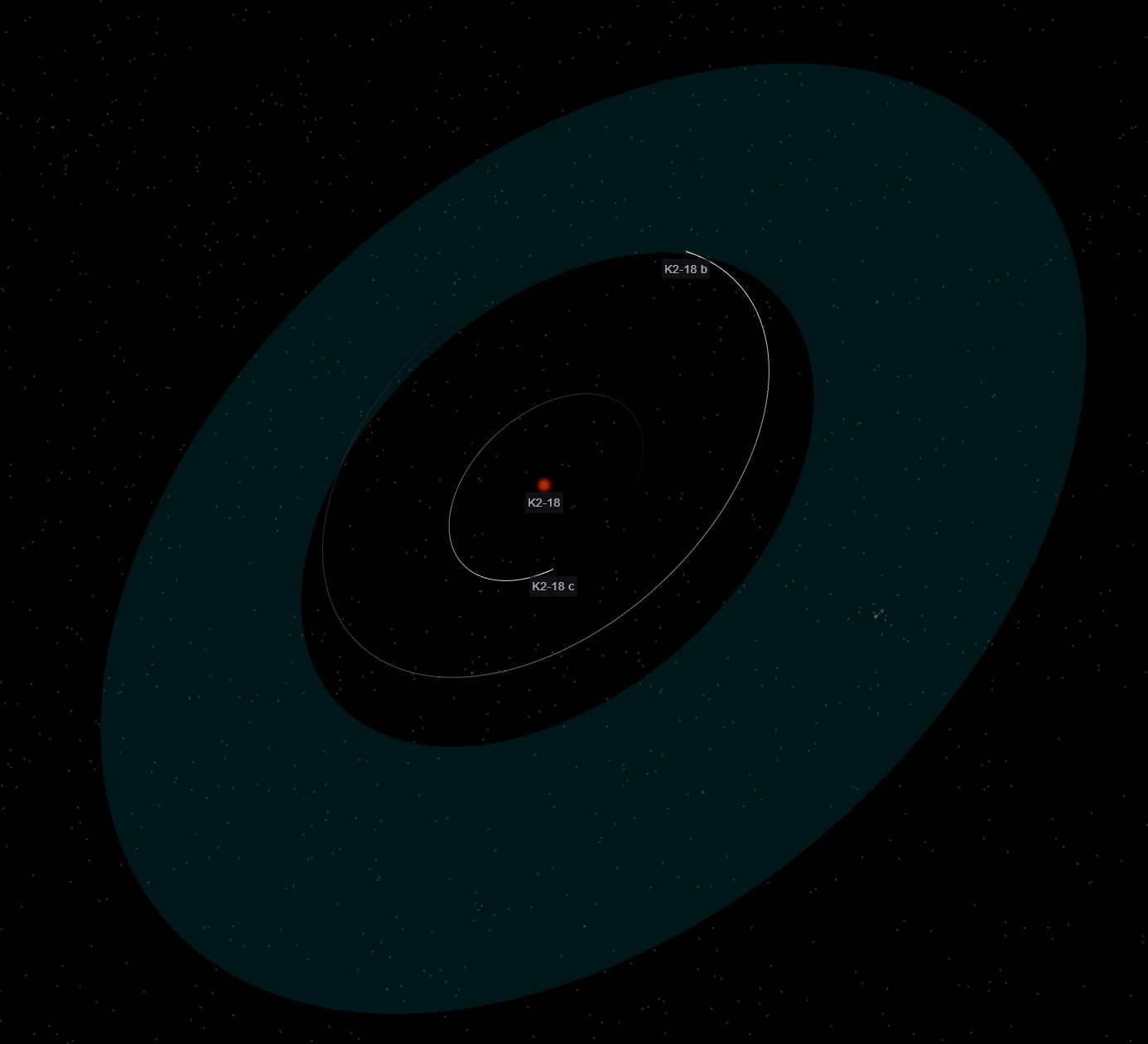
Схема планетной системы K2-18, показывающая орбиты K2-18 b и неподтверждённого кандидата K2-18 c, а также зону обитаемости звезды

### Атмосфера
В ходе дальнейших исследований с использованием космического телескопа Хаббла подтвердились результаты наблюдений Кеплера и Спитцера и было проведено дополнительное исследование атмосферы планеты. Два отдельных анализа данных Хаббла были опубликованы в 2019 году под руководством исследователей из Университета Монреаля и Университетского колледжа Лондона (UCL). Оба исследовали спектры звёздного света, проходящего через атмосферу планеты во время транзитов, и обнаружили, что K2-18 b имеет гелий-водородную атмосферу с высокой концентрацией водяного пара от 20 % до 50 %, достаточно высокой для образования облаков. Исследование под руководством UCL было опубликовано 11 сентября 2019 года в журнале Nature Astronomy; исследование, проведённое Университетом Монреаля и ещё не прошедшее рецензирование, было опубликовано днём ранее на сервере препринтов arXiv.org. Результаты анализа группы под руководством UCL по обнаружению воды имеют статистическую значимость 3,6-σ, что эквивалентно доверительному уровню верности результата 99,97 %.
Это была первая суперземля (гикеан) в зоне обитания с обнаруженной атмосферой и первое открытие воды на экзопланете в зоне обитания. Вода ранее была обнаружена в атмосферах экзопланет нежилой зоны, таких как HD 209458 b, XO-1 b, WASP-12 b, WASP-17 b и WASP-19 b.
Астрономы подчеркнули, что открытие воды в атмосфере K2-18 b не означает, что планета может поддерживать жизнь или даже быть пригодной для обитания, поскольку ей, вероятно, не хватает твёрдой поверхности или атмосферы, которая может поддерживать жизнь. Тем не менее, нахождение воды на экзопланете в зоне обитания помогает понять закономерности формирования планет. Ожидается, что K2-18 b будет наблюдаться с помощью космического телескопа ARIEL, который должен быть запущен в 2029 году. Он будет нести приборы, предназначенные для определения состава атмосфер экзопланет.

### Моделирование
В феврале 2020 года команда кембриджских астрофизиков из Великобритании смоделировала внутреннее строение K2-18 b по имеющимся данным. В ходе анализа стало понятно, что условия для жизни на ней очень маловероятны.

### Биосигнатуры
В 2023 году космический телескоп «Джеймс Уэбб» открыл в атмосфере планеты молекулы метана, углекислого газа и, возможно, диметилсульфида. Первоначально была значительная (до 5 %) вероятность, что наблюдается случайное совпадение спектральных линий. Ещё в 2011 году было показано, что заметное количество диметилсульфида накапливается в атмосфере при условии низкой интенсивности ультрафиолетового излучения, а комбинация диметилсульфида с метаном и этаном может рассматриваться как биосигнатура. На Земле диметилсульфид и диметилдисульфид имеют исключительно биологическое происхождение: диметилсульфид в основном синтезируется морскими фитопланктоном и бактериями, а диметилдисульфид возникает при микробном разложении органических веществ и служит продуктом метаболизма разнообразных микроорганизмов. Неизвестны внебиологические процессы образования этих газов в значимых концентрациях, что делает их одними из наиболее надёжных биосигнатур.
В апреле 2024 года телескоп «Джеймс Уэбб» приступил к дополнительным углублённым наблюдениям K2-18 b с целью выявления других биосигнатур и подтверждения присутствия диметилсульфида в её атмосфере. 16 апреля 2025 года на arXiv представлена новая спектроскопия в диапазоне 6-12 μм, полученная прибором MIRI телескопа «Джеймс Уэбб». Исследование, проведённое под руководством профессора Никку Мадхусудхана из Кембриджского университета, выявило в спектре ярко выраженные полосы поглощения, свойственные диметилсульфиду (DMS) и диметилдисульфиду (DMDS). Заявлено о подтверждении наличия в атмосфере значительной концентрации (≳10 ppmv, более 10 частиц на миллион) по крайней мере одной из двух молекул, что в тысячи раз превышает концентрации этих газов в земной атмосфере. Точность измерений оценивается на уровне 3-σ (вероятность, что результат не является случайным совпадением, составляет около 99,7 %).
В комментарии NASA отмечается, что «обнаружение единственной потенциальной биосигнатуры не означает открытия жизни». Чтобы подтвердить обнаружение именно биосигнатур понадобятся дополнительные независимые друг от друга исследования. После привлечения внимания к теме биосигнатур, в разных исследованиях было показано, что диметилсульфид не обязательно имеет биологическое присхождение. В 2024 году диметилсульфид выявили в коме кометы Чурюмова-Герасименко. В сентябре 2024 года группа исследователей сообщила, что в лаборатории они получили диметилсульфид при освещении ультрафиолетом смеси газов, имитирующих атмосферу экзопланеты. В феврале 2025 года диметилсульфид обнаружен в межзвёздной среде.
Команда профессора Никку Мадхусудхана утверждает, что ни естественные процессы в атмосфере экзопланеты, ни удары комет не могли бы создать столь большое количество диметилсульфида, которое они обнаружили в атмосфере K2-18 b.
Астрофизик и научный журналист Итан Сигель назвал пресс-релиз с утверждением об обнаружении биосигнатур «крайне безответственным», а астроном Райан Макдональд отметил, что проведённый командой анализ данных не надёжен, так как для сравнения использовался лишь ограниченный набор химических соединений. По мнению Макдональда, корректный статистический анализ спектра K2-18 b на наличие диметилсульфида и диметилдисульфида показал бы вероятность ложности результата около 28 %, что не позволяет считать его статистически значимым.